# XBL
XBL ou eXtensible Bindings Language ou XML Bindings Language est un langage permettant de lier à des éléments d'un document XML des comportements, des interfaces ou des modèles de contenu.
XBL a été créé par Mozilla pour définir des propriétés des éléments de XUL. Le W3C est en train de normaliser une deuxième version de la spécification, plus générique et non compatible avec la première.
Un fichier XBL contient des liaisons décrivant les caractéristiques d'éléments. Dans le cadre de XUL par exemple, il est possible de décrire l'interface utilisateur et les comportements des éléments de base, comme les barres de défilement.
La version 1.0 de la norme a été créée par le projet Mozilla. Elle est mise en œuvre dans l'ensemble des logiciels basés sur Gecko : Firefox, Thunderbird, SeaMonkey etc.